# Birgitta Ahlqvist
Birgitta Ahlqvist (ur. 16 maja 1948 w Byske) – szwedzka polityk i nauczycielka, deputowana do Riksdagu, posłanka do Parlamentu Europejskiego IV kadencji.

## Życiorys
Z zawodu nauczycielka, była także dyrektorką szkoły. Zaangażowała się w działalność polityczną w ramach Szwedzkiej Socjaldemokratycznej Partii Robotniczej. W 1994 z jej ramienia została po raz pierwszy wybrana do Riksdagu. W 1995 po akcesji Szwecji do Unii Europejskiej objęła mandat eurodeputowanego IV kadencji w ramach delegacji krajowej. Utrzymała go również w pierwszych wyborach powszechnych do PE w tym samym roku. W Europarlamencie wchodziła w skład frakcji socjalistycznej, była wiceprzewodniczącą Komisji ds. Kultury, Młodzieży, Edukacji i Środków Masowego Przekazu. Odeszła z PE w 1998 w związku z ponownym wyborem do Riksdagu, w którym zasiadała przez dwie kadencje do 2006. Zaangażowana również w działalność społeczną jako członkini władz szwedzkich oddziałów Save the Children oraz UNIFEM.